# Oncidium crispum var. olivaceum
Oncidium crispum var. olivaceum é uma espécie epífita com pseudobulbos ovóides e comprimidos lateralmente com três centímetros de altura, portando uma ou duas folhas lanceoladas de cor verde fosco de quinze centímetros de comprimento. As inflorescências surgem da base dos pseudobulbos. são pouco ramificadas e apresentam de oito a quinze flores. Flor de três centímetros de diâmetro com pétalas e sépalas de cor castanho oliva e com fina borda de cor amarela, nesta variedade. Labelo da mesma cor com base e centro amarela. 
Floresce no verão em locais de meia sombra. 